# Пеннафорте де Араужо, Орландо
Орландо Пеннафорте (Пенафорте) де Араужо (порт.-браз. Orlando Pennaforte (Penaforte) de Araujo; 19 апреля 1905, Рио-де-Жанейро — 25 ноября 1947, Рио-де-Жанейро) — бразильский футболист, игравший на позиции защитника.

## Карьера
Пеннафорте начал карьеру в клубе «Фламенго», где дебютировал 25 мая 1917 года в игре с «Флуминенсе». За клуб футболист провёл только 4 игры. Он вернулся в команду в 1922 году и выступал за неё до 1927 года, проведя 105 матчей. В 1925 году Пеннафорте помог Фламенго стать чемпионом штата. Последний матч за клуб защитник провёл 15 мая 1927 года против «Васко да Гамы».
В 1927 году Пеннафорте перешёл в «Америку», где выступал до 1934 года. С кратким перерывом в «Васко да Гаме». С «Америкой» защитник выиграл два титула чемпиона штата.

## Международная статистика
| Матчи Пеннафорте за сборную Бразилии | Матчи Пеннафорте за сборную Бразилии | Матчи Пеннафорте за сборную Бразилии | Матчи Пеннафорте за сборную Бразилии | Матчи Пеннафорте за сборную Бразилии | Матчи Пеннафорте за сборную Бразилии | Матчи Пеннафорте за сборную Бразилии |
| ------------------------------------ | ------------------------------------ | ------------------------------------ | ------------------------------------ | ------------------------------------ | ------------------------------------ | ------------------------------------ |
| №                                    | Дата                                 | Место проведения                     | Оппонент                             | Счёт                                 | Голы                                 | Турнир                               |
| 1                                    | 11 ноября 1923                       | Монтевидео                           | Парагвай                             | 0:1                                  | —                                    | Чемпионат Южной Америки              |
| 2                                    | 18 ноября 1923                       | Монтевидео                           | Аргентина                            | 1:2                                  | —                                    | Чемпионат Южной Америки              |
| 3                                    | 22 ноября 1923                       | Монтевидео                           | Парагвай                             | 2:0                                  | —                                    | Кубок Родригеса Алвеса               |
| 4                                    | 25 ноября 1923                       | Монтевидео                           | Уругвай                              | 1:2                                  | —                                    | Чемпионат Южной Америки              |
| 5                                    | 28 ноября 1923                       | Дурасно                              | Комбинадо (Дурасно)                  | 9:0                                  | —                                    | Товарищеский матч                    |
| 6                                    | 2 декабря 1923                       | Буэнос-Айрес                         | Аргентина                            | 2:0                                  | —                                    | Кубок Дружбы Бразилии и Аргентины    |
| 7                                    | 9 декабря 1923                       | Буэнос-Айрес                         | Аргентина                            | 0:2                                  | —                                    | Кубок Рока                           |
| 8                                    | 11 ноября 1925                       | Сан-Паулу                            | Коринтианс                           | 1:1                                  | —                                    | Товарищеский матч                    |
| 9                                    | 6 декабря 1925                       | Буэнос-Айрес                         | Парагвай                             | 5:2                                  | —                                    | Чемпионат Южной Америки              |
| 10                                   | 20 декабря 1925                      | Буэнос-Айрес                         | Ньюэллс Олд Бойз                     | 2:2                                  | —                                    | Товарищеский матч                    |
| 11                                   | 25 декабря 1925                      | Буэнос-Айрес                         | Аргентина                            | 2:2                                  | —                                    | Чемпионат Южной Америки              |
| 12                                   | 27 ноября 1932                       | Рио-де-Жанейро                       | Андарахи                             | 7:2                                  | —                                    | Товарищеский матч                    |

8 игр в официальных встречах, 4 игры — в неофициальных

## Достижения
- Чемпион штата Рио-де-Жанейро: 1925, 1928, 1931